# Đỏ phenol
Đỏ phenol (còn được gọi là phenolsulfonphthalein hoặc PSP) là một chỉ số pH thường được sử dụng trong các phòng thí nghiệm sinh học tế bào.

## Cấu trúc và tính chất hóa học
Đỏ phenol tồn tại dưới dạng tinh thể đỏ ổn định trong không khí. Độ hòa tan của nó là 0,77 gram mỗi lít (g/l) trong nước và 2,9   g/l trong ethanol. Nó là một axit yếu với p K a = 8,00 lúc 20 °C (68 °F).
Một dung dịch đỏ phenol được sử dụng làm chất chỉ thị pH,thường trong nuôi cấy tế bào. Màu sắc của nó thể hiện sự chuyển đổi dần dần từ màu vàng (λ max = 443   nm ) thành màu đỏ (λ max = 570   nm ) trong phạm vi pH 6,8 đến 8.2. Trên pH 8.2, màu đỏ phenol chuyển sang màu hồng sáng (fuchsia).
Ở dạng tinh thể, và trong dung dịch trong điều kiện rất axit (pH thấp),hợp chất tồn tại dưới dạng zwitterion như trong cấu trúc trình bày ở trên,với nhóm sunfat tích điện âm và nhóm ketone mang thêm một proton. Hình thức này đôi khi được viết một cách tượng trưng là H+
2PS−
 </br> H+
2PS−
 </br> và có màu đỏ cam. Nếu độ pH tăng (p K a = 1,2), proton từ nhóm ketone bị mất, dẫn đến ion màu vàng, tích điện âm được ký hiệu là HPS -. Ở pH vẫn cao hơn (p K a = 7,7), nhóm hydroxy của phenol mất proton, dẫn đến ion đỏ được ký hiệu là PS 2−.
Trong một số nguồn, cấu trúc của đỏ phenol được hiển thị với nguyên tử lưu huỳnh là một phần của nhóm tuần hoàn, tương tự như cấu trúc của phenolphthalein. Tuy nhiên, cấu trúc tuần hoàn này không thể được xác nhận bằng tinh thể học tia X.
Một số chỉ số có chung cấu trúc với màu đỏ phenol, bao gồm xanh bromothymol, xanh thymol, tím bromocresol, thymolphthalein và phenolphthalein. (Một bảng các chỉ số hóa học phổ biến khác có sẵn trong bài viết về các chỉ số pH.)

## Xét nghiệm phenolsulfonphthalein
Đỏ phenol được Leonard Rftimeree và John Geraghty sử dụng trong xét nghiệm phenolsulfonphthalein để ước tính lưu lượng máu qua thận vào năm 1911. Đó là thử nghiệm đầu tiên về chức năng thận và đã được sử dụng trong gần một thế kỷ nhưng hiện đã lỗi thời.
Xét nghiệm dựa trên thực tế là đỏ phenol được bài tiết gần như hoàn toàn qua nước tiểu. Dung dịch đỏ phenol được tiêm tĩnh mạch, nước tiểu sản xuất được thu thập. Bằng cách đo lượng đỏ phenol bài tiết colorimetrically, chức năng thận có thể được xác định.

## Chỉ số cho nuôi cấy tế bào

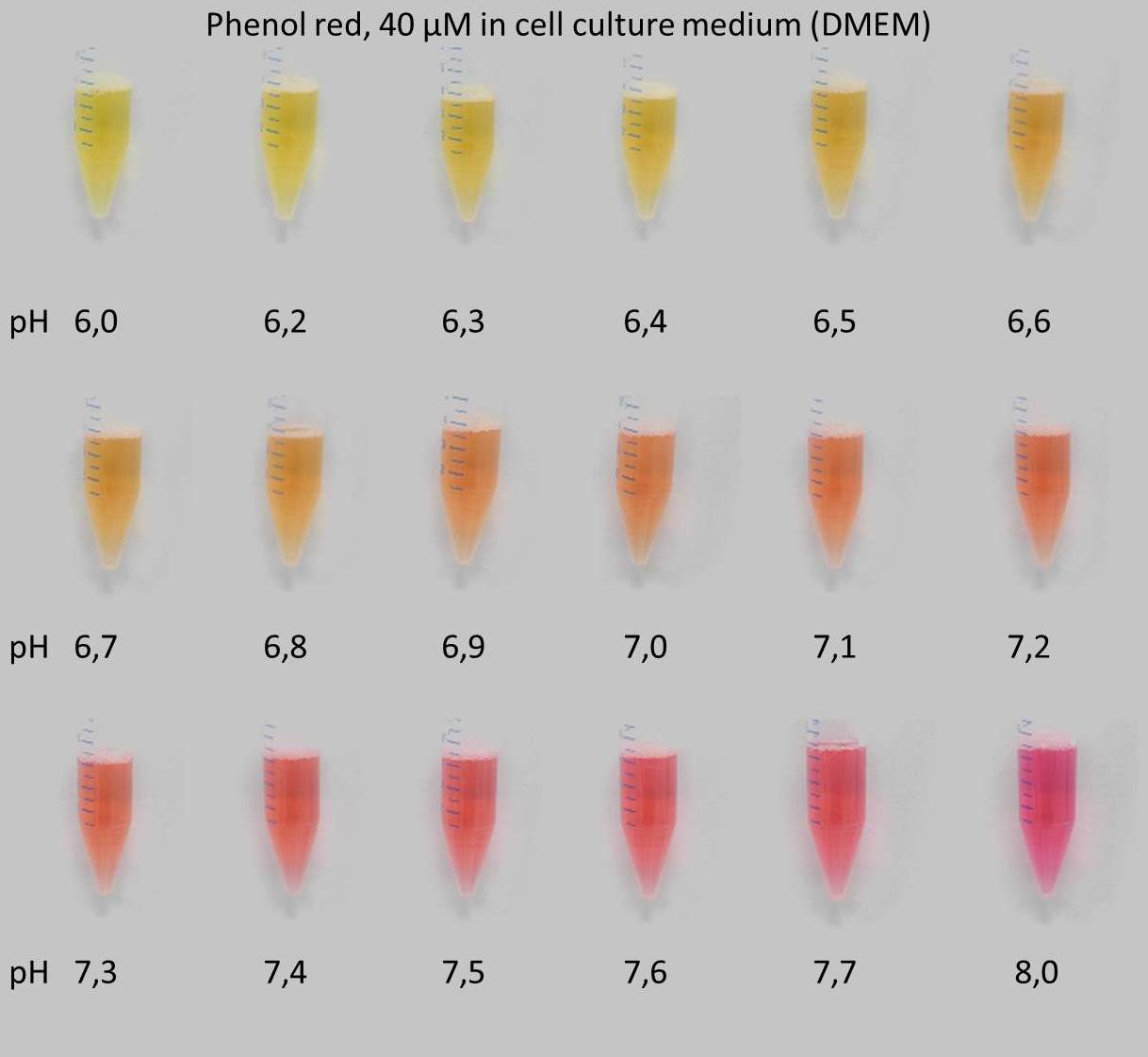
Đỏ phenol, 40 PhaM: màu sắc trong môi trường nuôi cấy tế bào ở khoảng pH từ 6.0 đến 8.0.

Hầu hết các mô sống phát triển ở độ pH gần như trung tính; đó là, độ pH gần bằng 7. Độ pH của máu dao động từ 7,35 đến 7,45 chẳng hạn. Khi các tế bào được nuôi cấy trong mô nuôi cấy, môi trường mà chúng phát triển được giữ gần với độ pH sinh lý này. Một lượng nhỏ đỏ phenol được thêm vào môi trường tăng trưởng này sẽ có màu đỏ hồng trong điều kiện bình thường. Thông thường, 15 mg/l được sử dụng để nuôi cấy tế bào.
Trong trường hợp có vấn đề, các sản phẩm thải được sản xuất bởi các tế bào sắp chết hoặc phát triển quá mức các chất gây ô nhiễm sẽ gây ra sự thay đổi độ pH, dẫn đến thay đổi màu sắc chỉ thị. Ví dụ, nuôi cấy tế bào động vật có vú phân chia tương đối chậm có thể nhanh chóng phát triển quá mức do ô nhiễm vi khuẩn. Điều này thường dẫn đến sự axit hóa môi trường, biến nó thành màu vàng. Nhiều nhà sinh học tìm thấy đây là một cách thuận tiện để nhanh chóng kiểm tra sức khỏe của nuôi cấy mô. Ngoài ra, các chất thải do chính các tế bào động vật có vú sản xuất sẽ từ từ làm giảm độ pH, dần dần chuyển dung dịch màu cam sang màu vàng. Sự thay đổi màu sắc này là một dấu hiệu cho thấy ngay cả khi không có ô nhiễm, môi trường cần phải được thay thế (nói chung, điều này nên được thực hiện trước khi môi trường chuyển sang màu cam hoàn toàn).
Vì màu của đỏ phenol có thể can thiệp vào một số xét nghiệm quang phổ và huỳnh quang, nhiều loại môi trường nuôi cấy mô cũng có sẵn mà không có đỏ phenol.

## Bắt chước estrogen

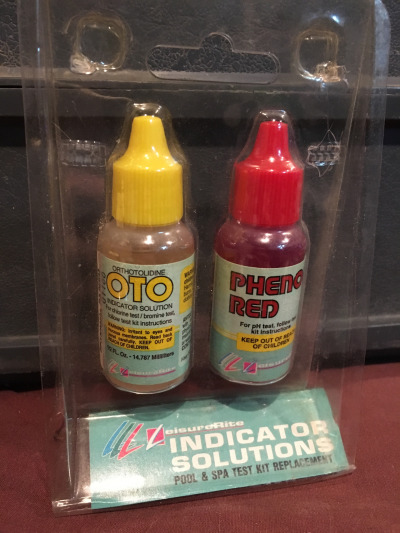
Một bộ thử nghiệm thương mại cho bể bơi có màu đỏ phenol và dung dịch chỉ thị orthotolidine

Đỏ phenol là một chất bắt chước estrogen yếu, và trong nuôi cấy tế bào có thể tăng cường sự phát triển của các tế bào thể hiện thụ thể estrogen. Nó đã được sử dụng để tạo ra các tế bào biểu mô buồng trứng từ phụ nữ sau mãn kinh để biệt hóa thành các tế bào có đặc tính của noãn bào (trứng), với ý nghĩa tiềm năng cho cả điều trị sinh sản và nghiên cứu tế bào gốc.

## Sử dụng trong bộ dụng cụ kiểm tra hồ bơi
Đỏ phenol, đôi khi được dán nhãn bằng một tên khác, chẳng hạn như "Giải pháp Guardex # 2", được sử dụng làm chỉ số pH trong bộ dụng cụ kiểm tra bể bơi gia đình.
Clo có thể dẫn đến việc tẩy thuốc nhuộm trong trường hợp không có thiosulfat để ức chế clo oxy hóa. Mức độ cao của brom có thể chuyển đổi đỏ phenol để bromođỏ phenol (dibromophenolsulfonephthalein, mà hạ xuống pKa kết quả trong một chỉ với một phạm vi chuyển theo hướng có tính axit - nước ở pH 6.8 sẽ xuất hiện để kiểm tra tại 7.5). Thậm chí nồng độ brom cao hơn (> 20 ppm) có thể dẫn đến sự chuyển đổi thứ cấp của màu đỏ bromophenol thành màu xanh bromophenol với pKa thậm chí thấp hơn, gây ấn tượng rằng nước có độ pH cực cao mặc dù thấp đến mức nguy hiểm.